# SuperTuxKart
SuperTuxKart (také známá pod zkratkou STK) je svobodná multiplatformní 3D arkáda. Je navazující a vylepšenou verzí hry TuxKart. Závodí se v ní s motokárami, v několika herních režimech. Lze hrát až se čtyřmi přáteli na jednom PC nebo proti počítači, od verze 1.0 je možná i hra po síti. Hra je zaměřena na zábavu a nenáročné ovládání.
Hra má několik herních režimů (normální závod, závod na čas, následujte vedoucího, lov vajíček, bitva, fotbal, opakovaný závod), které lze hrát v režimu příběhu, režimu hry jednoho hráče (singleplayer) nebo režimu hry více hráčů (multiplayer) a v několika režimech obtížnosti. Obsahuje hru zpestřující zbraně a bonusy či rozšiřující zásuvné moduly - nové motokáry, tratě, arény, které mohou tvořit sami hráči. Postavy ze hry jsou především maskoti ze světa open source sofware v čele s Tuxem - maskotem Linuxu a jeho protivníkem Nolokem.
SuperTuxKart je obsažena ve většině distribucí GNU/Linuxu pomocí repozitářů nebo připravena ke stažení na svých webových stránkách. Hra je přeložena do češtiny.